# پیر رودکاناشی
پیر رودکاناشی (فرانسوی: Pierre Rodocanachi‎؛ زادهٔ ۲ اکتبر ۱۹۳۸) شمشیرباز اهل فرانسه است.
وی در مسابقات کشوری و بین‌المللی در مجموع برندهٔ ۱ مدال برنز شده‌است.